# Belagerung von Stralsund (1711)
1. Phase: Schwedische Dominanz (1700–1709)
Dänischer Kriegsschauplatz (1700)
Humlebæk • Tönning I 
Livländ./ Estnischer Kriegsschauplatz (1700–1708)
Riga I • Jungfernhof • Varja • Pühhajoggi • Narva • Petschora • Düna • Rauge • Erastfer • Hummelshof • Embach • Tartu • Narva II • Wesenberg I • Wesenberg II
Ingermanländ./ Finnischer Kriegsschauplatz (ab 1701)
Archangelsk • Ladogasee • Nöteborg • Nyenschanz • Newa • Systerbäck • Petersburg • Wyborg I • Porvoo • Newa II • Koporje II • Kolkanpää
Litauisch-weißrussischer Kriegsschauplatz (1702–1706)
Vilnius • Saladen • Jakobstadt • Gemauerthof • Mitau • Grodno I • Olkieniki • Njaswisch • Klezk • Ljachawitschy
Polnischer Kriegsschauplatz (1702–1706)
Klissow • Pułtusk • Thorn • Lemberg • Warschau • Posen • Punitz • Tillendorf • Rakowitz • Praga • Fraustadt • Kalisch 
Russischer Kriegsschauplatz (1708–1709)
Grodno II • Golowtschin • Moljatitschi • Rajowka • Lesnaja • Desna • Baturyn • Koniecpol • Weprik • Opischnja • Krasnokutsk • Sokolki • Poltawa I • Poltawa II
2. Phase: Schweden in der Defensive (1710–1721)
Baltischer und Finnischer Kriegsschauplatz (bis 1714)
Riga II • Wyborg II • Pernau • Kexholm • Reval • Hogland • Pälkäne • Storkyro • Nyslott • Hanko 
Schwed./Norwegischer Kriegsschauplatz (1710–1721)
Helsingborg • Køge-Bucht • Bottnischer Meerbusen • Frederikshald I • Dynekilen-Fjord • Göteborg I • Strömstad • Trondheim • Frederikshald II • Marstrand • Ösel • Göteborg II • Södra Stäket • Grönham • Sundsvall
Norddeutscher Kriegsschauplatz (1711–1716)
Elbing • Wismar I • Lübow • Stralsund I • Greifswalder Bodden I • Stade • Rügen • Gadebusch • Altona • Tönning II • Stettin • Fehmarn • Wismar II • Stralsund II • Jasmund • Peenemünde • Greifswalder Bodden II • Stresow 
Die Belagerung von Stralsund vom 7. September 1711 bis zum 26. September 1712 durch ein vereinigtes Heer von Russen, Dänen und Sachsen im Großen Nordischen Krieg endete mit der Aufhebung der Blockade durch die Alliierten nach der erfolgreichen Landung schwedischer Truppen unter General Graf Stenbock.
Der erste Belagerungszustand der Stadt dauerte vom 7. September 1711 bis zum 7. Januar 1712, der zweite folgende Belagerungszustand fand vom Mai 1712 bis zum 26. September 1712 statt.

## Die Beteiligten
Die seit dem Dreißigjährigen Krieg zu Schweden gehörende Festung Stralsund wurde von 9.000 Mann, unter dem Kommando von Generalmajor Claes Ekeblad, verteidigt.
Der dänische König Friedrich IV., der sich ab 1710 wieder mit im Bündnis gegen Schweden befand, marschierte mit einem 20.000 Mann starken Heer aus Holstein kommend Richtung Stralsund. Gemeinsam mit den 20.000 Russen und Sachsen unter dem Kommando von General Alexander Menschikow begannen sie im Mai 1711 mit der Belagerung von Stralsund.

## Vorgeschichte
Durch die Siege der Russen bestärkt, stellten die Dänen ein 20.000 Mann starkes Heer auf. Dieses bestand aus 27 Bataillonen Infanterie und 59 Schwadronen Kavallerie. Der Sammelpunkt der Truppen war Delmenhorst. Am 25. Juli 1711 traf Friedrich VI. selbst im Heereslager ein. Um die Kosten der Aufstellung zu begleichen, verpfändete er die Stadt Delmenhorst an das Herzogtum Hannover. Die sächsischen und russischen Kontingente marschierten vereint durch preußisches Gebiet Richtung Stralsund. Da Preußen ein Eigeninteresse an Schwedisch-Pommern hatte, wurden sie nicht am Durchmarsch gehindert.
Im August 1711 brachen die dänischen Truppen auf. Über Mölln und Gadebusch marschierte die Armee auf Wismar zu. Die Festung wurde vom schwedischen General Scholtz verteidigt. Zu deren Einschließung und Belagerung wurden General Schönfeld und etwa 5.000 Mann durch den dänischen König abkommandiert. Die Hauptarmee marschierte über Rostock Richtung Vorpommern. In Damgarten wurden die Schweden in einem Gefecht geschlagen und nach Stralsund zurückgedrängt.
Ein großer Teil der Landbevölkerung Vorpommerns zog sich in die Festungen von Stralsund und Stettin zurück. Auch die Insel Rügen wurde als Rückzugsgebiet der Bevölkerung genutzt. Auf dem Vormarsch der Russen und Sachsen ergaben sich Anklam und Greifswald freiwillig den Alliierten. Am 7. September 1711 erreichten die Truppen unter Menschikow die Vororte von Stralsund. Am folgenden Tag erreichte das dänische Heer den Belagerungsort.

## Erste Belagerung: 7. September 1711 – 7. Januar 1712
Die dänischen Truppen stellten sich zwischen Kedingshagen und dem Kniepertor auf, die Sachsen zwischen Langendorf und Lüdershagen. Das russische Lager befand sich von Lüdershagen bis Andershof gegenüber dem Frankentor. Für eine Belagerung der Stadt fehlten den Verbündeten aufgrund von internen Unstimmigkeiten die Artilleriegeschütze. Außerdem waren die russischen Truppen sehr schlecht ausgerüstet, ihnen fehlte es an Lebensmitteln und Zelten. Die Soldaten gruben sich zu Beginn der Belagerung in Erdhöhlen ein. Durch die schlechte Versorgungslage breiteten sich im Lager der Russen rasch Krankheiten aus, denen in den ersten Monaten der Belagerung viele russische Soldaten erlagen. Dadurch konnten von russischer Seite keine Angriffe auf die Festung unternommen werden. Auch die Sachsen führten kaum Belagerungsaktivitäten durch. Dänische Truppen griffen die Festungsanlagen zwar wiederholt an, wurden aber immer zurückgeschlagen.
Neue Truppen wurden in Schweden aufgestellt und im Dezember 1711 mit 24 Linienschiffen und vier Fregatten nach Rügen verschifft. Die angelandeten Truppen dienten der Verstärkung der Festung. Des Weiteren wurden die Lebensmittelmagazine von Stralsund wieder aufgefüllt. Die Vorräte reichten nun bis in den Sommer 1712. Als der dänische König von diesem Nachschub an Truppen und Versorgungsgütern erfuhr, zog er sich mit seiner Armee nach Mecklenburg zurück. Die Dänen hatten während der Belagerung ein Drittel ihrer Soldaten durch Krankheiten verloren. Friedrich IV. versuchte nun Wismar zur Aufgabe zu zwingen, aber auch diese Festung wurde im Januar 1712 seeseitig mit 2000 schwedischen Soldaten sowie Proviant und Munition versorgt. Die Dänen zogen sich Anfang Februar 1712 nach Holstein zurück.
Nachdem die Belagerung am 7. Januar 1712, mangels ausreichender Geschütze und Transportschiffe, auch von den Russen und Sachsen beendet wurde, verschanzten sich diese nahe Greifswald. Das Kommando über die sächsischen Truppen wurde dem russischen Generalleutnant Ludwig Nikolaus von Hallart übertragen.
Nach der gescheiterten ersten Belagerung wurden im März 1712 vier Bataillone Infanterie und 18 Artilleriegeschütze sowie mehrere Dutzend Kanonen zur Verstärkung der Belagerungstruppen aus Sachsen nach Schwedisch-Pommern entsandt. Der Plan der Alliierten bestand darin, dass die Sachsen und Russen neben Stralsund die Insel Rügen einnehmen und die Dänen die Städte Stade und Wismar besetzen sollten. Der Beginn der Belagerung von Stralsund wurde verzögert, weil die Schweden einen Entlastungsangriff wagten und sich in der Nähe von Damgarten den Alliierten zum Gefecht stellten. Die schwedischen Truppen zogen sich wieder nach Stralsund zurück. Der Angriffsplan verzögerte sich erneut, als die Dänen erst im Juni mit der Belagerung von Wismar begannen. Auch die Artilleriegeschütze mussten erst in Stellung gebracht werden.

## Zweite Belagerung: Mai 1712 bis zum 26. September 1712
Anfang September 1712 begann die zweite Belagerung Stralsunds. Auch diese Belagerung musste aus Mangel an Munition und ausreichendem Geschütz, welches der Festung merklichen Schaden zufügen könnte, kurze Zeit später abgebrochen werden. Die Sachsen und Russen zogen sich erneut nach Greifswald zurück.
Ende September 1712 landete General Stenbock mit einem schwedischen Korps, 6.391 Mann Infanterie und 4.800 Reiter, in der Nähe von Stralsund. Stenbocks Proviant und Munitionsnachschub wurde jedoch bei der Vernichtung der schwedischen Transportflotte von den Dänen abgefangen. Er konzentrierte daraufhin seine 16.000 Mann starke Armee bei Damgarten, um gegen die Verbündeten vorzugehen. Die Russen und Sachsen zogen ihre Kräfte bei der Recknitz zusammen und warteten auf eine Vereinigung mit den Dänen. Erst dann wollte Menschikow die Schweden angreifen. Mitte Dezember 1712 rückten die Verbündeten auf Schwerin zu, um sich schneller mit den Dänen zu verbünden. Stenbock, der diesen Zusammenschluss um jeden Preis verhindern wollte, wandte sich mit seinen Truppen ebenfalls Richtung Schwerin. Er umging den Schweriner See und bezwang die Dänen am 20. Dezember 1712 bei Gadebusch. Auch die heran eilende sächsische Kavallerie, unter dem Kommando von General Graf Flemming, konnte den Dänen nicht mehr helfen und musste in Richtung Schleswig fliehen. Die Russen und Sachsen eilten ihren Verbündeten nach.

## Die Folgen
Die beiden Belagerungen hatten der Stadt keinen großen Schaden zugefügt, auch konnte die Stadt über die Insel Rügen mit Nachschubgütern versorgt werden. Die Garnison der Festung erlitt ebenfalls nur wenige Verluste, sodass Stralsund weiterhin eine wichtige Festung in Schwedisch-Pommern blieb. Die Verbündeten Sachsen, Russen und Dänen kämpften in der Folge in Schleswig und Holstein. 1713 musste der Graf Stenbock sich mit seinem gesamten Heer in Tönning ergeben. Die sächsischen und russischen Truppen marschierten nach Pommern zurück und nahmen Mitte Juni wieder ihre alten Blockadestellungen vor Stralsund ein. Die Festung wurde von Mitte Juni 1713 bis Anfang Oktober 1713 zum dritten Male belagert.
Am 6. Oktober trat unter Vermittlung von Preußen der Vertrag von Schwedt in Kraft. Schwedisch-Pommern wurde unter Sequestration von Preußen gestellt. Russland und Sachsen wurden Entschädigungen zugesichert, wenn diese von Schweden angegriffen werden sollten.

## Historische Besonderheiten
In der Zeit der Belagerung von Stralsund durften russische Soldaten in den kleinen Klosterkirchen des Heiligen Geistes und des Heiligen Jürgens Gottesdienste nach orthodoxem Ritus abhalten.